# Bahri Tanrıkulu
Bahri Tanrıkulu, född 16 mars 1980 i Muğla i Turkiet, är en turkisk taekwondoutövare. Han vann en silvermedalj i herrarnas 80 kilos-klass i OS 2004 i Aten. Tanrıkulu har även vunnit tre världsmästerskap, 2001, 2007 och 2009.